# Brittany Snow
Brittany Snow (ur. 9 marca 1986 w Tampie) – amerykańska aktorka i piosenkarka. Wystąpiła m.in. w filmach "John Tucker musi odejść", "Lakier do włosów", "Bal maturalny" czy trylogii "Pitch Perfect".

## Życiorys

### Wczesne lata
Brittany Snow urodziła się w Stanach Zjednoczonych. Jej rodzicami są Cinda i John Snow. Posiada przyrodnie rodzeństwo: brata Johna Jr. oraz siostrę Holly. W wieku 3 lat po raz pierwszy wzięła udział w sesji zdjęciowej. Od szóstego roku życia jej matka zaczęła zaprowadzać ją na castingi do spotów reklamowych, dzięki czemu pojawiła się m.in. w reklamach McDonald’s, Disney czy Nabisco. Brittany od dziecka  pobierała również lekcje tańca i śpiewu. Należała do kilku zespołów tanecznych: Broadway Dance, LA Dance Force, Underground i The Pizzaz Competitive Dance Group. Jako dziewczynka należała do miejscowego teatru, gdzie wystąpiła w musicalach "Piraci z Penzance", "Annie", "The King & South Pacific" oraz wzięła udział w krajowym tournée ze spektaklem "Józef i cudowny płaszcz snów w technikolorze".

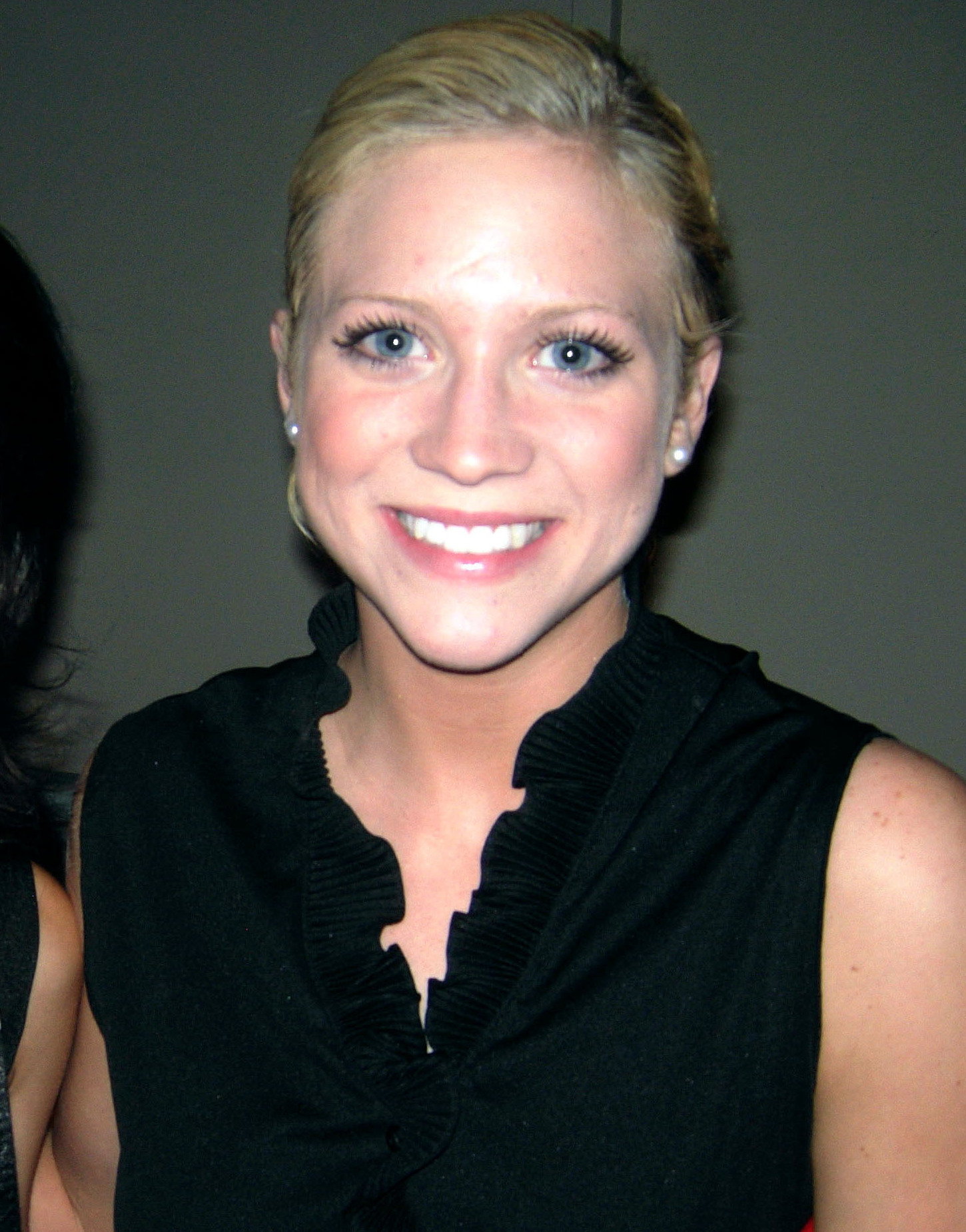
Brittany Snow w 2008 roku.

### Kariera
Jej debiut aktorski nastąpił w wieku 8 lat, gdy zagrała w dwóch odcinkach serialu "SeaQuest". Rok później użyczyła swojego głosu w animowanym serialu "Szept serca". W 1998 roku ojciec Snow pełniący funkcję jej menadżera, postanowił zatrudnić dla niej agenta. Po tygodniu aktorka otrzymała scenariusz do opery mydlanej "The Guiding Light", a po castingu otrzymała rolę Susan Lemay. Produkcja nalegała aby Brittany przeprowadziła się do Nowego Jorku, jednak jej rodzice zdecydowali, że zostaną w Tampie, aby nie psuć dzieciństwa swojej córce.

W 2001 roku Snow zagrała w filmie telewizyjnym "Murphy's Dozen". Od 2002 do 2005 roku wcielała się w postać Meg Pryor – jednej z głównych bohaterek serialu "American Dreams". Za tę rolę aktorka otrzymała kilka nominacji do Teen Choice Awards oraz Nagrody Młodych Artystów. W 2005 roku zagrała w komedii "Pacyfikator" u boku Vina Diesela. Film pomimo przeciętnych recenzji krytyków zarobił na całym Świecie 198 mln $ przy budżecie 56 mln $. W tym samym roku wystąpiła w 5 odcinkach serialu "Bez skazy", wcielając się w Ariel Alderman.

W 2006 roku Snow zagrała jedną z głównych ról w komedii "John Tucker musi odejść", u boku aktorów t.j: Jesse Metcalfe, Sophia Bush, Arielle Kebbel czy Penn Badgley. Przy budżecie 18 mln $, film zarobił na całym Świecie niecałe 70 mln $. Rok później aktorka wystąpiła w musicalu "Lakier do włosów", w którym zagrali również: John Travolta, Michelle Pfeiffer, Christopher Walken, James Marsden czy Zac Efron. Film zdobył pozytywne recenzje, uzyskując na Metascore wynik 81/100, a na Rotten Tomatoes 91% pozytywnych opinii krytyków. Wiosną 2008 roku odbyła się premiera horroru "Bal maturalny", gdzie Snow zagrała główną rolę. Film został negatywnie przyjęty przez krytyków, którzy na Metascore ocenili film 17/100, a Rotten Tomatoes przyznał mu zaledwie 8% pozytywnych opinii. Film przyniósł Snow nominację do Teen Choice Awards w kategorii "Najlepsza aktorka w horrorze/thrillerze". W styczniu 2011 roku Brittany dołączyła do obsady serialu "Harry's Law", w którym wcieliła się w asystentkę głównej bohaterki granej przez Kathy Bates. Snow wystąpiła łącznie w 15 odcinkach i rozstała się z serialem na początku drugiego sezonu.

W 2012 roku odbyła się premiera thrillera "Would You Rather", którego producentem wykonawczym została Snow. Film otrzymał przeciętne recenzje, a jedną z kontrowersji był udział w filmie byłej aktorki pornograficznej Sashy Grey. W tym samym czasie do kin weszła komedia muzyczna "Pitch Perfect". Film opowiada o dziewczęcej grupie wokalnej rywalizującej z męskim chórem w konkursie kampusu. U boku Brittany wystąpili również: Anna Kendrick, Anna Camp, Rebel Wilson, Skylar Astin oraz Elizabeth Banks. Film okazał się sukcesem kasowym zarabiając na całym Świecie 115 mln $ przy budżecie 17 mln $. Premiera "Pitch Perfect 2" odbyła się 3 lata później. Reżyserią drugiej części zajęła się Elizabeth Banks, wcielająca się w filmie w postać Gail Abernathy-McKadden. Kontynuacja "Pitch Perfect" podwoiła zyski pierwszej części zarabiając na całym Świecie ponad 287 mln $, a Brittany Snow wraz z Anną Kendrick zdobyły wspólną nagrodę Teen Choice Awards w kategorii "Najlepsza chemia". Ostatnią część serii wydano w grudniu 2017 roku. "Pitch Perfect 3" przyniosło zysk rzędu niecałych 184 mln $ przy budżecie 45 mln $.

## Życie prywatne
Aktorka jako nastolatka zmagała się z zaburzeniami odżywiania. W wieku 14 lat ważyła 39 kg, co zaniepokoiło twórców i widzów serialu „Guiding Light”, którzy poradzili Snow przybrać na wadze. W przeciągu dwóch lat przytyła 6 kg, co doprowadziło ją do samookaleczania. W wieku 19 lat ważąca 50 kg aktorka udała się do terapeuty, który zdiagnozował u niej anoreksję, bulimię, depresję oraz dysmorfię mięśniową. Snow nadal korzysta z usług terapeuty, jednak nie ma już problemów z zaburzeniami odżywiania. W 2019 zaręczyła się z pośrednikiem w handlu nieruchomościami, Tylerem Stanalandem.

## Filmografia
| Rok       | Typ                  | Tytuł                              | Rola               | Uwagi                |
| --------- | -------------------- | ---------------------------------- | ------------------ | -------------------- |
| 1994-1995 | Serial               | SeaQuest                           | Młoda dziewczynka  | 2 odc.               |
| 1995      | Film                 | Szept serca                        | Shizuku Tsukishima | Głos                 |
| 1998      | Serial               | Z Ziemi na Księżyc                 | –                  | –                    |
| 1999      | Serial               | Bezpieczna przystań                | Sara               | 1 odc.               |
| 1999-2000 | Serial               | The Guiding Light                  | Susan Lemay        | 9 odc.               |
| 2001      | Film TV              | Murphy's Dozen                     | –                  | –                    |
| 2002-2005 | Serial               | American Dreams                    | Meg Pryor          | 61 odc.              |
| 2005      | Gra                  | Kingdom Hearts II                  | Naminé             | Głos                 |
| 2005      | Film                 | Pacyfikator                        | Zoe Plummer        | –                    |
| 2005      | Serial               | Bez skazy                          | Ariel Alderman     | 5 odc.               |
| 2006      | Serial               | Prawo i porządek: sekcja specjalna | Jamie Hoskins      | 1 odc.               |
| 2006      | Film                 | John Tucker musi odejść            | Kate               | –                    |
| 2007      | Gra                  | Kingdom Hearts II: Final Mix+      | Naminé             | Głos                 |
| 2007      | Film                 | Lakier do włosów                   | Amber Von Tussle   | –                    |
| 2007      | Film                 | On the Doll                        | Balery             | –                    |
| 2008      | Film                 | Kłopoty z Amandą                   | Amanda             | –                    |
| 2008      | Film                 | Bal maturalny                      | Donna Keppel       | –                    |
| 2008      | Film krótkometrażowy | Streak                             | Baylin             | –                    |
| 2009      | Serial               | Głowa rodziny                      | Candy              | Głos; 1 odc.         |
| 2009      | Serial               | Plotkara                           | Lily Rhodes        | 1 odc.               |
| 2009      | Film                 | Złe kobiety                        | Emma Gainsborough  | –                    |
| 2009      | Film                 | Black Water Transit                | Sardoonah          | –                    |
| 2010      | Film                 | Janie Jones                        | Iris               | –                    |
| 2011      | Film                 | 96 minut                           | Carley             | –                    |
| 2011      | Serial               | Mad Love                           | Julia Swanson      | 1 odc.               |
| 2011      | Serial               | Marcy                              | ona sama           | 1 odc.               |
| 2011      | Serial               | CollegeHumor Originals             | Bubbles            | 2 odc.               |
| 2011      | Serial               | Harry's Law                        | Jenna Backstrom    | 15 odc.              |
| 2012-2013 | Serial               | Ben and Kate                       | Lila               | 4 odc.               |
| 2012      | Film                 | Petunia                            | Robin McDougal     | –                    |
| 2012      | Film                 | Pitch Perfect                      | Chloe              | –                    |
| 2012      | Film                 | Would You Rather                   | Iris               | Producent wykonawczy |
| 2013      | Film TV              | To My Future Assistant             | Jen                | –                    |
| 2013      | Film TV              | Pięć filmów o szaleństwie          | Lucy               | –                    |
| 2013      | Film                 | Syrup                              | Trójka             | –                    |
| 2014      | Film                 | There's Always Woodstock           | Jody               | –                    |
| 2014      | Film TV              | An American Education              | Sarah Miller       | –                    |
| 2015      | Gra                  | Skylanders SuperChargers           | Splat              | Głos                 |
| 2015      | Serial               | Full Circle                        | Katie Parerra      | 5 odc.               |
| 2015      | Serial               | TripTank                           | Stacy              | Głos; 1 odc.         |
| 2015      | Film                 | Modlitwa na telefon                | Cora               | –                    |
| 2015      | Film                 | Pitch Perfect 2                    | Chloe              | –                    |
| 2016      | Film                 | Dojrzewanie wieku średniego        | Michelle           | –                    |
| 2016      | Serial               | Workaholics                        | Erin Mantini       | 1 odc.               |
| 2016-2017 | Serial               | Crazy Ex-Girlfriend                | Anna Hicks         | 3 odc.               |
| 2017      | Serial               | Temporary                          | ona sama           | 1 odc.               |
| 2017      | Film                 | Buschwick                          | Lucy               | –                    |
| 2017      | Film                 | M jak morderca                     | Christi Davies     | –                    |
| 2017      | Film                 | Pitch Perfect 3                    | Chloe              | –                    |

- Informacje pobrane z Internet Movie Database[40]

### Teledyski
| Rok  | Artysta           | Tytuł                 |
| ---- | ----------------- | --------------------- |
| 2007 | The Academy Is... | The Phrase That Pays  |
| 2008 | Otep              | Crooked Spoons        |
| 2008 | Cary Brothers     | Ride                  |
| 2008 | Plushgun          | Just Impolite         |
| 2009 | Ashley Tisdale    | It’s Alright, It’s OK |
| 2011 | Matthew Mayfield  | Fire Escape           |
| 2012 | LP                | Into the Wild         |
| 2012 | New Beat Fund     | Scare Me              |

- Informacje pobrane z Internet Movie Database[40]

### Nagrody i nominacje
| Nagroda                                  | Rok  | Kategoria                                                                           | Rola             | Rezultat  |
| ---------------------------------------- | ---- | ----------------------------------------------------------------------------------- | ---------------- | --------- |
| Boston Film Festival                     | 2011 | Najlepsza aktorka                                                                   | 96 Minut         | Wygrana   |
| Gold Derby Awards                        | 2008 | Obsada filmowa                                                                      | Lakier do włosów | Nominacja |
| Hollywood Film Awards                    | 2007 | Obsada roku                                                                         | Lakier do włosów | Wygrana   |
| MTV Movie + TV Awards                    | 2013 | Najlepszy moment muzyczny                                                           | Pitch Perfect    | Wygrana   |
| Palm Springs International Film Festival | 2008 | Obsada roku                                                                         | Lakier do włosów | Wygrana   |
| Prism Awards                             | 2009 | Najlepszy występ w filmie fabularnym                                                | Kłopoty z Amandą | Nominacja |
| Nagroda Gildii Aktorów Ekranowych        | 2008 | Najlepszy filmowy zespół aktorski                                                   | Lakier do włosów | Nominacja |
| Soap Opera Digest Awards                 | 2001 | Najlepszy występ w serialu – młoda aktorka                                          | Guiding Light    | Nominacja |
| Teen Choice Awards                       | 2015 | Najlepsza chemia (wraz z Anną Kendrick)                                             | Pitch Perfect 2  | Wygrana   |
| Teen Choice Awards                       | 2013 | Najlepszy filmowy wybuch złości (wraz z Anną Camp, Hana Mae Lee i Rebel Wilson)     | Pitch Perfect    | Nominacja |
| Teen Choice Awards                       | 2008 | Najlepsza aktorka w horrorze/thrillerze                                             | Bal maturalny    | Nominacja |
| Teen Choice Awards                       | 2004 | Najlepsza aktorka w serialu dramatycznym/akcji/przygodowym                          | American Dreams  | Nominacja |
| Teen Choice Awards                       | 2003 | Najlepsza aktorka w serialu dramatycznym/akcji/przygodowym                          | American Dreams  | Nominacja |
| Teen Choice Awards                       | 2003 | Wschodząca gwiazda – Kobieta                                                        | American Dreams  | Nominacja |
| Nagroda Młodych Artystów                 | 2004 | Najlepszy występ w serialu komediowym lub dramatycznym – młoda aktorka drugoplanowa | American Dreams  | Nominacja |
| Nagroda Młodych Artystów                 | 2003 | Najlepszy zespół aktorski w serialu (komedia czy dramat)                            | American Dreams  | Nominacja |
| Nagroda Młodych Artystów                 | 2002 | Najlepszy występ w serialu dramatycznym – główna młoda aktorka                      | Guiding Light    | Nominacja |
| Nagroda Młodych Artystów                 | 2001 | Najlepszy występ w serialu – młoda aktorka                                          | Guiding Light    | Wygrana   |
| Nagroda Młodych Artystów                 | 2000 | Najlepszy występ w operze mydlanej – młoda aktorka                                  | Guiding Light    | Nominacja |

- Informacje pobrane z Internet Movie Database[12]